# Федеральная торговая комиссия

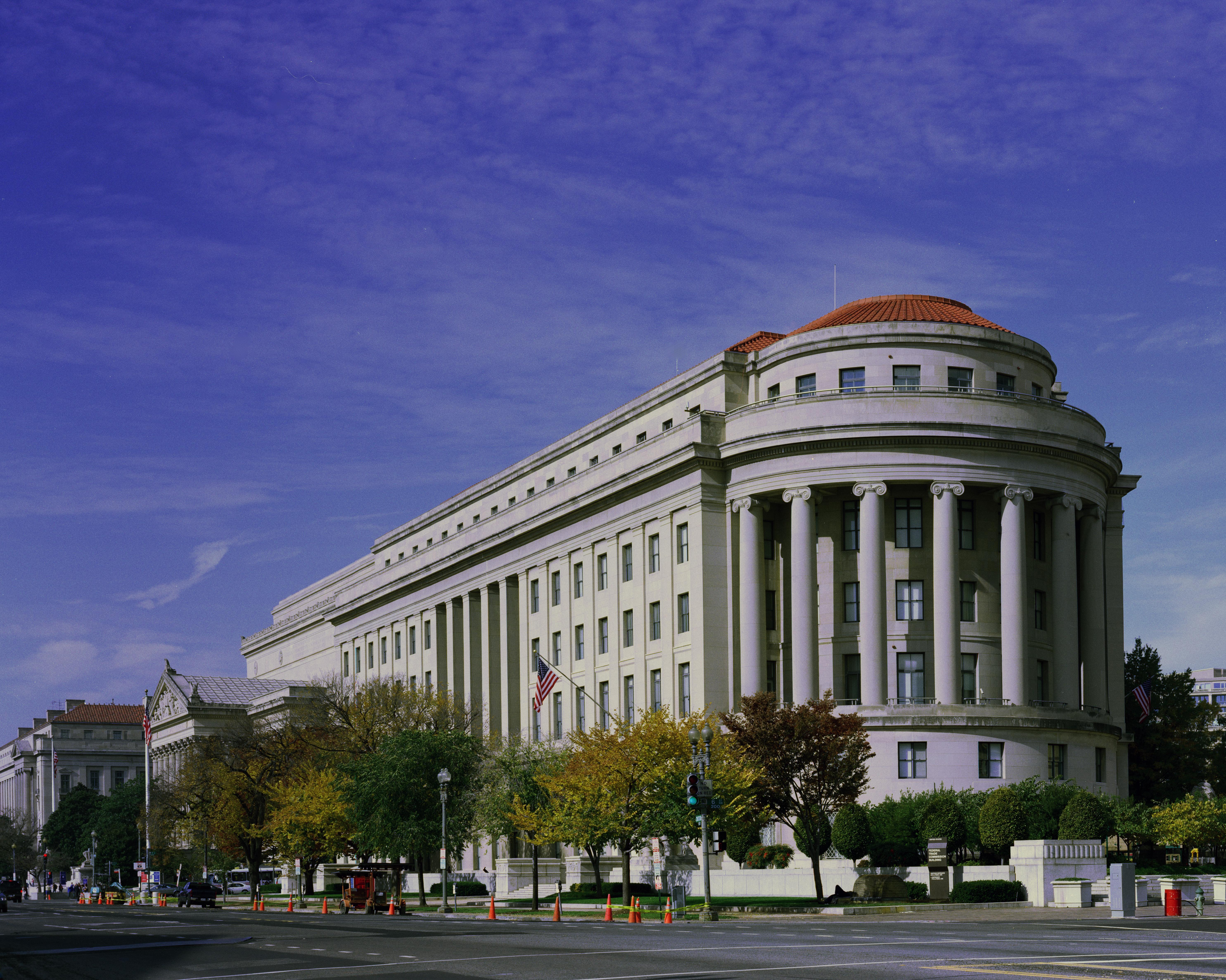
Здание штаб-квартиры FTC в Вашингтоне.

Федеральная торговая комиссия (англ. Federal Trade Commission, FTC) — независимое агентство правительства США, призванное защищать права потребителей и, в частности, следящее за соблюдением антимонопольного законодательства. Комиссия образована в 1914 г. по закону «О Федеральной торговой комиссии», принятому президентом Вудро Вильсоном. Тресты и монополизация были одной из главных вещей, с которыми боролись в эру прогрессивизма. C момента создания комиссия следит за соблюдением закона Клейтона и других антимонопольных актов.

## Состав комиссии
По данным на июль 2015 года в состав Федеральной торговой комиссии входят:
| Имя                         | Партия        | Вступил(а) в должность | Срок истекает    |
| --------------------------- | ------------- | ---------------------- | ---------------- |
| Эдит Рамирес (Председатель) | Демократ      | 5 апреля 2010          | 25 сентября 2015 |
| Джули Брилл                 | Демократ      | 6 апреля 2010          | 25 сентября 2016 |
| Морин Олхаузен              | Республиканец | 4 апреля 2012          | 25 сентября 2018 |
| Джошуа Райт                 | Республиканец | 11 января 2013         | 25 сентября 2019 |
| Террелл МакСуини            | Демократ      | 28 апреля 2014         | 25 сентября 2017 |

## Подразделения комиссии

### Бюро по защите прав потребителей
Целью бюро по защите прав потребителей является защита людей от недобросовестных или вводящих в заблуждение действий или практик коммерсантов. С письменного согласия комиссии юристы бюро следят за соблюдением соответствующих федеральных законов и регламентов FTC. В перечень обязанностей бюро входят расследование жалоб и подозрительных фактов, реагирование на нарушения прав потребителей, обучение предпринимателей и потребителей. Основной сферой надзора бюро являются реклама и маркетинг, финансовые продукты и практики, борьба с телефонным маркетингом, кражей персональных данных, защита неприкосновенности частной жизни и т. д. Бюро также поддерживает национальную базу данных телефонных номеров владельцев, отказывающихся от рекламных звонков (англ. United States National Do Not Call Registry).
Согласно закону о FTC, юристы комиссии имеют право от имени организации подавать дела в федеральный суд США. В отдельных случаях нарушений прав потребителей иски в суд могут подаваться совместно или при поддержке министерства юстиции США.

### Бюро по конкуренции
Бюро по конкуренции Федеральной торговой комиссии занимается предупреждением и устранением «неконкурентных» деловых практик путём контроля за соблюдением антимонопольных законов, а также контроль над предложенными слияниями и другими практиками, которые могут ухудшить конкуренцию. К таким практикам относятся горизонтальные ограничения, заключающиеся в сговоре прямых конкурентов, а также вертикальные ограничения, при которых сговариваются предприятия, являющиеся звеньями одной промышленной цепи, например, поставщики и коммерческие потребители.
Контролем за соблюдением антимонопольных законов и норм FTC занимается совместно с министерством юстиции страны. Комиссия занимается исключительно гражданскими правонарушениями в данной сфере, тогда как министерство занимается как гражданскими, так и уголовными делами.

### Бюро экономики
Бюро экономики было создано для поддержки бюро по конкуренции и защите прав потребителей путём предоставления экспертных знаний по вопросам экономического влияния актов и деятельности федеральной торговой комиссии.